# KInfoCenter
A KInfoCenter egy számítógép rendszer információkat nyújtó segédeszköz a KDE grafikus környezetben.
A KInfoCenter a KDE 3.1-as verziója előtt integrálva volt a KDE kezelő központjával. A legtöbb opciót eredetileg Linux-ra tervezték, de sokat közülük átvittek más operációs rendszerekre is. Hasznos információkat nyújt a KDE rendszerről is, pl. információt ad a rendelkezésre álló KIO kiszolgálókról.

## Szolgáltatott információk
A KInfoCenter által nyújtott információk a következő alrészekre oszthatók:
- Eszközök
- DMA csatornák
- Megszakítások
- IO-portok
- Memória
- Hálózati interfészek
- OpenGL
- Partíciók
- PCI
- PCMCIA
- Processzor
- Protokollok
- Samba állapota
- SCSI
- Tároló eszközök
- USB eszközök
- X szerver

## Külső hivatkozások
- KInfoCenter felhasználói kézikönyve

## Fordítás
Ez a szócikk részben vagy egészben  a   KInfoCenter című angol Wikipédia-szócikk ezen változatának fordításán alapul.  Az eredeti cikk szerkesztőit annak laptörténete sorolja fel. Ez a jelzés csupán a megfogalmazás eredetét és a szerzői jogokat jelzi, nem szolgál a cikkben szereplő információk forrásmegjelöléseként.
1. ↑  Release 6.4.0, 2025. június 17. (Hozzáférés: 2025. június 20.)